# 高城正宏
高城　正宏（たかぎ まさひろ、1960年8月10日 - ）は、日本の元プロボクサー。リングネームと本名は同一。東京都出身。元日本スーパーフェザー級王者（2度防衛）。現役時代は帝拳所属。
八王子高等学校卒業。

## 来歴
1978年7月4日、プロデビューも敗戦。2戦目で初勝利。
1988年2月16日、今井房男から日本スーパーフェザー級王座を奪取。
1989年1月9日、3度目の防衛戦で赤城武幸に敗れ陥落。
10月9日、赤城との再戦で敗戦、引退。
引退後はスポーツクラブインストラクター経て、2001年8月1日にクラブ会員だった元駒澤大学ボクシング部専属コーチの村野健とともにM.Tボクシングジム開業しオーナー兼マネージャーに。

## 戦績
37戦 24 12KO 10敗 3分

## 獲得タイトル
- 日本スーパーフェザー級王座